# Carl Justus Andrae
Carl Justus Andrae (o Andrä) 1816 , Naumberg - 1885 , Bonn ) fue un médico, paleobotánico y botánico alemán.
Comenzó como docente privado en la Universidad de Halle, después se convirtió en profesor extraordinario en paleontología y geología de la Universidad de Bonn, donde recibió su Ph.D. Allí también se convirtió en el curador de la colección de minerales.

## Algunas publicaciones
- carl j. Andrae. 1864. Lehrbuch der gesammten Mineralogie: Bearbeitet auf Grundlage des Lehrbuchs der gesammten Mineralogie von E. T. Germar. Lehrbuch der Oryktognosie. I. Editor Schwetschke a. S. 602 pp. en línea

- ------------------. 1851. Die Geognostischen Verhältnisse Magdeburg's in Rücksicht auf die Steinkohlenfrage. Editor E. Baensch, 24 pp. en línea

- ------------------. 1850. Erläuternder Text zur geognostischen Karte von Halle. Editor G. C. Knapp, 99 pp. en línea

- ------------------, philipp Bertkau, julius ludwig Budge, louis clamor Marquart, carl otto Weber. 1844. Verhandlungen, Etc. Naturhistorischer Verein der Preussischen Rheinlande (BONN)

- La abreviatura «Andrae» se emplea para indicar a Carl Justus Andrae como autoridad en la descripción y clasificación científica de los vegetales.[2]